# Seetakt (Radar)

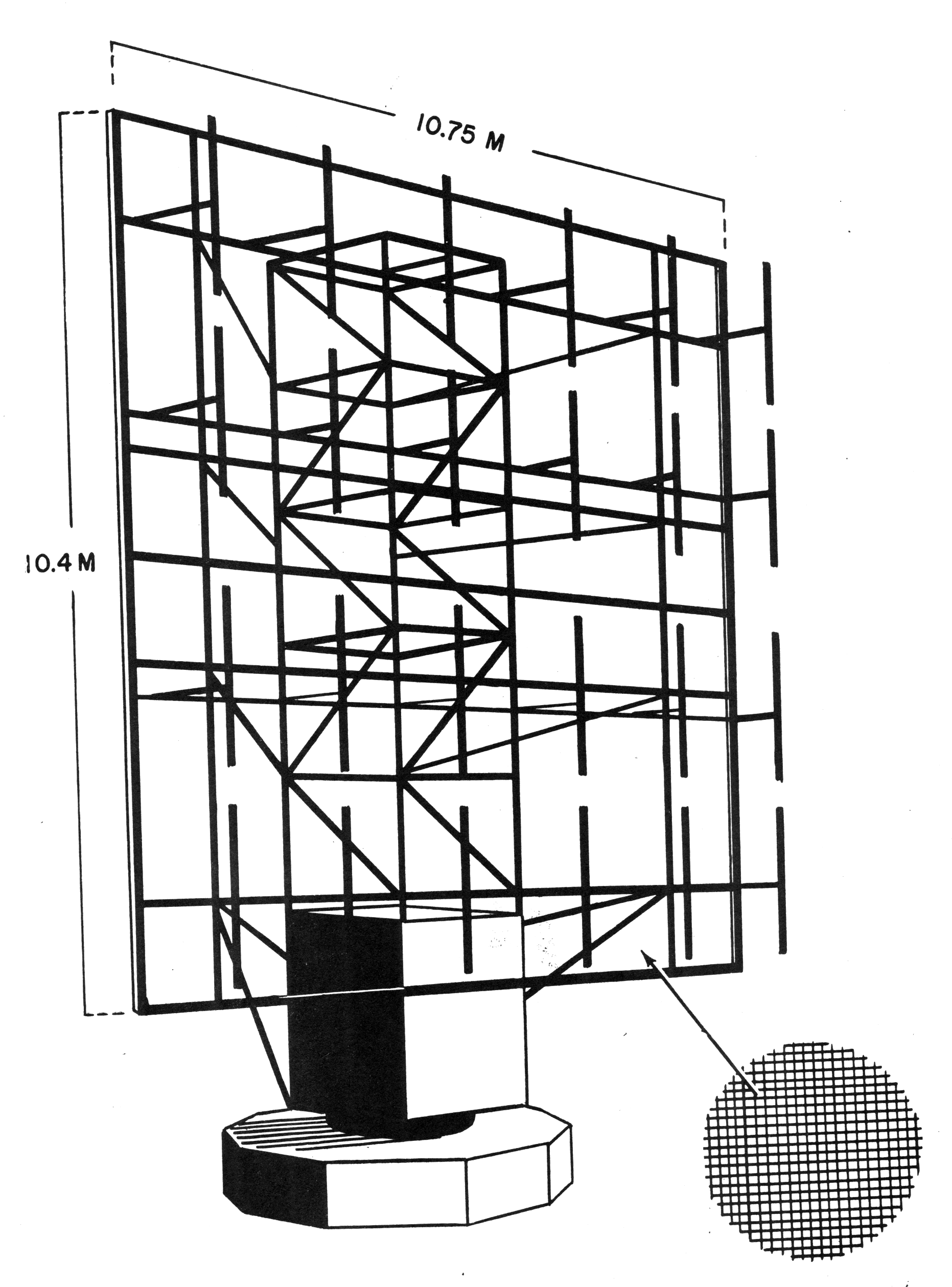
Zeichnung der Gruppenantenne (4 × 6 Dipole) des Funkmessgeräts (FuMG) Seetakt

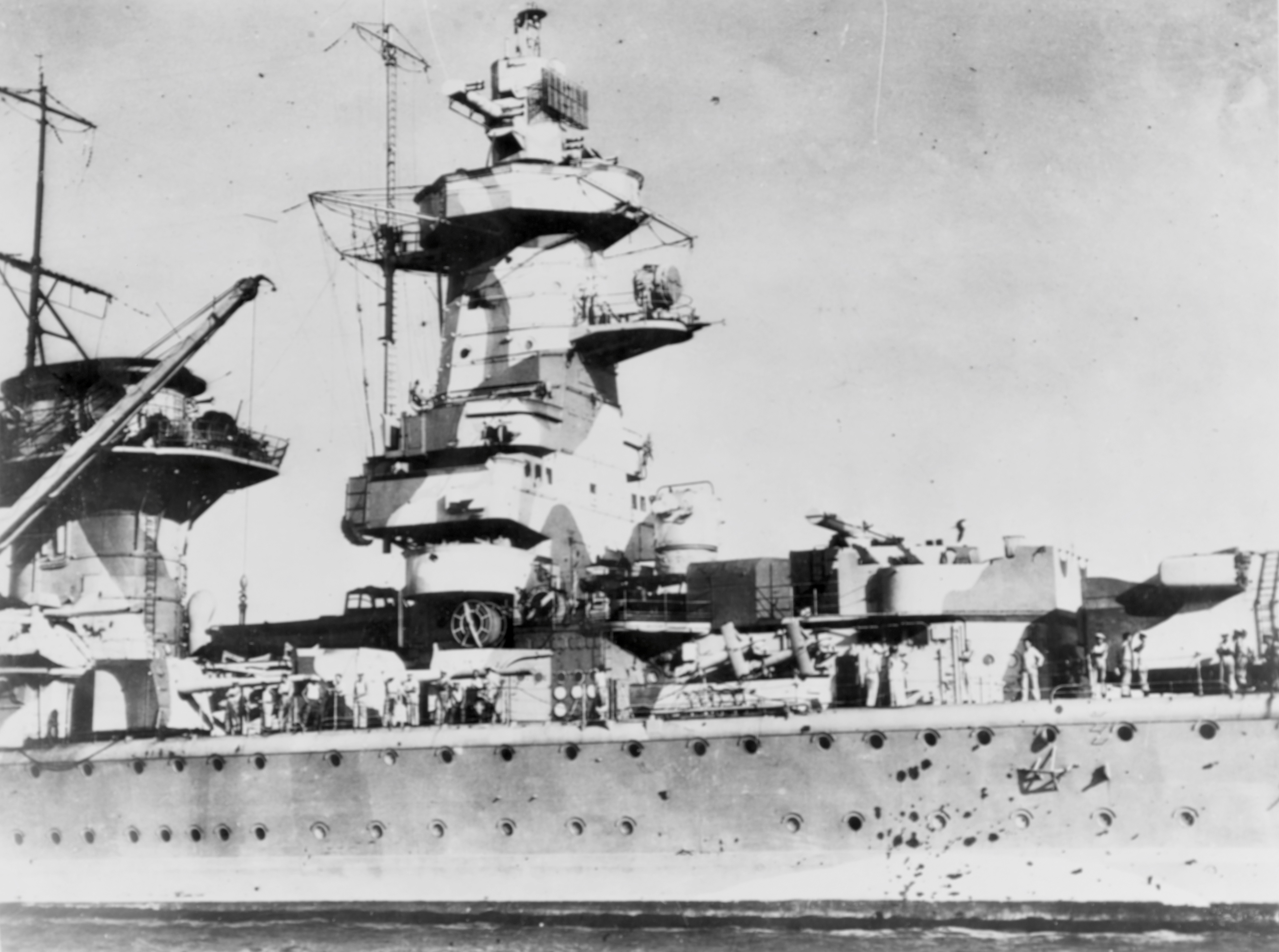
Das FuMG 38G Seetakt (oben) auf der Admiral Graf Spee

Das Funkmessgerät FuMG 38G Seetakt war ein frühes Schiffsradar der deutschen Kriegsmarine im Zweiten Weltkrieg. Es wurde in den 1930er-Jahren entwickelt.

## Entwicklung
Im Deutschen Reich begann Hans Erich Hollmann in den späten 1920er Jahren mit Arbeiten auf dem Gebiet der Mikrowellen, die später die Basis der meisten Radarsysteme rund um die Welt bilden sollten. In dieser Zeit interessierte ihn besonders die Nutzung von Mikrowellen für die Nachrichtentechnik, aber sein Partner Hans-Karl von Willisen und er waren auch auf dem Gebiet der radarähnlichen Systeme tätig.
Im Jahre 1934 gründeten Hollmann, von Willisen und Paul-Günther Erbslöh die Firma GEMA (Gesellschaft für elektroakustische und mechanische Apparate m.b.H.). Im Herbst 1934 baute die GEMA das erste Radar für die Ortung von Schiffen. Es arbeitete auf der Wellenlänge von 50 cm und konnte Schiffe in bis zu 10 km Entfernung erfassen. Das System ähnelte der Entwicklung von Christian Hülsmeyer, es konnte auch noch keine Entfernungsinformationen anzeigen.
Im Auftrag der Reichsmarine (ab Juni 1935: Kriegsmarine) wurde ein Pulsradar entwickelt, mit dem erstmals im Sommer 1935 der Leichte Kreuzer Königsberg in einer Entfernung von 8 km mit einer Genauigkeit von 50 m erfasst werden konnte. Das war für die Feuerleitung bei Schiffen gut genug. Das gleiche System war auch in der Lage, ein Flugzeug in 28 km Entfernung und 500 m Höhe zu entdecken. Der militärische Nutzen wurde in dieser Zeit nicht außer Acht gelassen. Die Entwicklung einer landgestützten Version erfolge unter dem Namen Freya, die der seegestützten Versionen unter dem Namen Seetakt. Für die nunmehrige Kriegsmarine lag der Schwerpunkt der Entwicklung dabei zuerst auf der Entfernungsmessung, die Auffassung von Zielen und Hindernissen bei Nacht und schlechtem Wetter war der nächste Punkt in der Prioritätenliste. Die Verwendung als Zielradar, für die das Radargerät Würzburg für die Wehrmacht entwickelt wurde, war für die Marine zunächst nebensächlich.
Die ersten Prototypen verwendeten noch die Wellenlänge von 50 cm bzw. 600 MHz. Da diese Frequenzen zu jener Zeit jedoch noch schwierig zu beherrschen waren und die GEMA auch noch wenig Erfahrung im Serienbau, speziell auch für den rauen Einsatz auf Schiffen, besaß, arbeitete das erste Gerät aus der Produktionsserie auf 60 cm bzw. 500 MHz und wurde im Januar 1938 auf dem Panzerschiff Admiral Graf Spee installiert. Das Seetakt-Radar der Graf Spee konnte Schiffsziele auf 25 km Entfernung orten. Damit verfügte die Kriegsmarine auf Grund der Initiative einiger vorausschauender Offiziere ähnlich wie die Royal Navy mit ihrem Type 79 und die US-amerikanische Marine mit dem CXAM über einzelne funktionsfähige Radargeräte auf ihren Schiffen. Die weitere Entwicklung verzögerte sich, da sowohl die Kriegsmarine als auch die GEMA dem Projekt keine hohe Priorität beimaßen. Außerdem waren aus Geheimhaltungsgründen immer nur wenige Leute informiert und detaillierte Unterlagen zur Fehlerentstörung (z. B. Schaltungspläne) nicht an Bord. In den Jahren nach 1939 wurden zahlreiche deutsche Schiffe mit Seetakt-Geräten ausgerüstet.

## Technik
Spätere Geräte (z. B. FMG 41gU oder FuMO 29) wurden dann auf 82 cm bis 77 cm bzw. 368 MHz bis 390 MHz betrieben. Bei einer Spitzenleistung von 8 kW, einer Impulslänge von drei Mikrosekunden und einer Impulsfrequenz von 500 Hz konnten Ziele in der Größe eines Schiffes auf See an guten Tagen in bis zu 220 hm (22 km) Entfernung erfasst werden, normalerweise lag die maximale Erfassungsentfernung aber nur bei 110 hm. Die Genauigkeit lag bei ungefähr 70 m und drei Grad Winkelabweichung.
Es wurden ungefähr 200 Seetakt-Geräte hergestellt und auf Überwasserschiffen, U-Booten und – in größerer Zahl – an Land zur Küstenverteidigung eingesetzt. Auf U-Booten lag die Reichweite aufgrund des niedrigeren Antennenaufbaus mit 7 km weit darunter, auch der Erfassungsbereich beschränkte sich auf 60 Grad.

## Entdeckung
Am Ende des Jahres 1939 waren aufgrund der Entwicklungshemmnisse und der noch geringen Zuverlässigkeit erst vier Seetakt-Geräte im Einsatz, eines davon war auf der Kaperfahrt von September bis Dezember 1939 des Panzerschiffs Admiral Graf Spee von großem Nutzen gewesen. Am 13. Dezember 1939 wurde sie in ein Seegefecht vor Montevideo verwickelt, in dem sie so beschädigt wurde, dass der Hafen von Montevideo im neutralen Uruguay angelaufen werden musste. Da dort die Internierung drohte und der Schaden nicht ausreichend behoben werden konnte, um den Einsatz fortsetzen zu können, wurde die Admiral Graf Spee nach drei Tagen Hafenaufenthalt außerhalb der uruguayischen Hoheitsgewässer durch Sprengung selbstversenkt. Die Besatzung war zuvor von Bord gegangen und wurde interniert. Das Schiff war aber nicht sehr tief gesunken und in seinen oberen Teilen nicht vollständig von Wasser bedeckt. Deswegen ragte die Antenne des Seetakt-Gerätes noch aus dem Wasser und wurde nach einer Besichtigung durch die Royal Navy in ihrem Bericht an die Heimatdienststelle erwähnt. Die wenigsten nahmen den Bericht zur Kenntnis, mit Ausnahme von Reginald Victor Jones, einem wissenschaftlichen Experten im britischen, militärischen Geheimdienst, für den dieser Bericht sehr aufschlussreich war: ermöglichen doch schon die Antennenabmessungen Rückschlüsse auf die verwendeten Frequenzbereiche.
Nachdem im Herbst 1940 auch in der Royal Navy, die nichts von den deutschen Radargeräten wusste, auf Grund von gezielten Angriffen auf nächtliche Schiffskonvois im Kanalbereich Vermutungen über ein dem britischen Chain-Home-System vergleichbares System auf deutscher Seite aufkamen, wurde N. E. Davis, ein Nachrichtentechniker der Marconi Company, mit weiteren Nachforschungen beauftragt. Mit einem Breitbandempfänger gelang ihm die Aufnahme der Seetakt-Ausstrahlungen und im Februar 1941 wurden sechs Störsender auf diesen Frequenzen bei Dover an der Kanalküste installiert: der Radarkrieg begann.